# Landesentwicklungsgesellschaft Thüringen

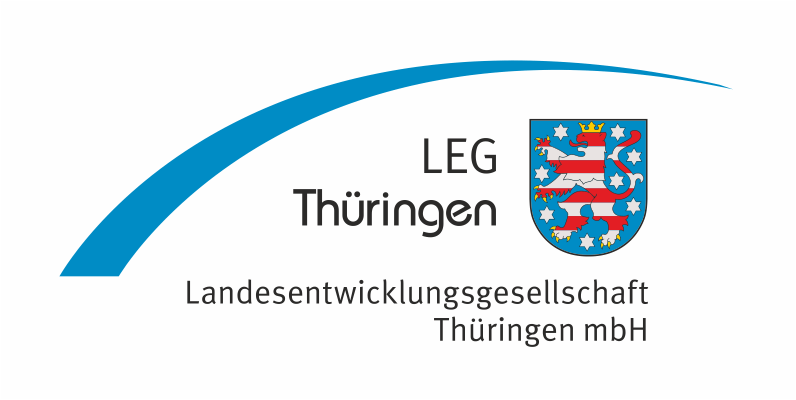
Logo der Landesentwicklungsgesellschaft Thüringen (LEG)

Ehemaliges Logo

Die Landesentwicklungsgesellschaft Thüringen mbH (LEG Thüringen) ist eine hundertprozentige Tochter des Freistaates Thüringen. Sie unterstützt das Thüringer Wirtschaftsministerium. Gegründet im Jahre 1992, übernimmt sie heute Aufgaben im Bereich des Immobilienmanagements, der Standortentwicklung, der Wirtschaftsförderung und des Breitbandausbaus. Die LEG Thüringen hat ihren Unternehmenssitz in Erfurt und ist in ganz Thüringen tätig.

## Aufgaben
Hauptaufgabe der LEG ist die Entwicklung Thüringens als Wirtschafts- und Technologiestandort. Als Wirtschaftsförderer wirbt sie für den Standort Thüringen und akquiriert in- und ausländische Investoren. Sie betreut ansiedlungswillige Investoren im Freistaat und bietet Unternehmen in diesem Rahmen kostenlose Serviceleistungen wie Standortberatung und Behördenmanagement an. Die LEG unterstützt und begleitet auch die internationalen Aktivitäten Thüringer Unternehmen. Zudem betreut sie Technologie-Cluster in Thüringen, ermittelt technologische Potenziale und fördert die industrielle Verwertung von Innovationen.
Mit der „Thüringer Agentur für Fachkräftegewinnung“ (ThAFF) ist die LEG Thüringen Ansprechpartner für Fragen der Fachkräftesicherung und -gewinnung im Freistaat.
Zu den weiteren Aufgaben der LEG Thüringen zählt die Standortentwicklung. Dazu gehört es, vormals industriell oder militärisch genutzte Standorte zu dekontaminieren, zu sanieren, zu erschließen und zu vermarkten. Diese Liegenschaften werden vorrangig (wieder) einer gewerblichen Nutzung zugeführt; ebenso ist aber auch die Nutzung als Wohnstandort oder eine Renaturierung – wie im Beispiel des ehemaligen Truppenübungsplatzes Kindel im Nationalpark Hainich – denkbar. Neben den entwickelten Altstandorten vermarktet die LEG Thüringen weitere Immobilien, darunter auch Wohnbauland, das sie erschließt und an Bürger veräußert.
In Zusammenarbeit mit den Kommunen unterstützt die LEG Projekte zur Stadt- und Regionalentwicklung: Als anerkannter Sanierungsträger unterstützt sie die Kommunen bei der Stadtentwicklung.
Seit 2009 betreut das Breitbandkompetenzzentrum Thüringen die Breitbandinitiative „Thüringen Online“.
Im Oktober 2019 wurde bei der LEG eine Koordinierungsstelle für Fragen der Transformation in der Thüringer Automobilindustrie geschaffen.